# Ommata monteverdensis
Ommata monteverdensis là một loài bọ cánh cứng trong họ Cerambycidae.